# Felony
Felony (traducibile in italiano come fellonia) nel modello di common law in uso negli Stati Uniti (e in precedenza anche nel Regno Unito), è un raggruppamento dottrinale di talune categorie di delitti di particolare gravità e riprovazione sociale, che vanno (per citare solo alcuni esempi) dall'aggressione all'evasione fiscale, dalla violazione di domicilio (burglary, ove finalizzata alla perpetrazione di altri reati) allo spionaggio. Sono considerate felonies anche l'omicidio, lo stupro, il sequestro di persona, la truffa.
Il termine, derivato dal francese félonie, indicava inizialmente il crimine feudale della fellonia (rottura delle obbligazioni reciproche tra signore e vassallo), ma assunse quasi subito, nel diritto penale inglese e britannico, i significati traslati con cui è stato poi normalmente impiegato in epoca moderna e contemporanea.